# بوگدانوفسکویه
بوگدانوفسکویه (انگلیسی: Bogdanovskoye) یک شهرک در شهرستان ایگلینسکی استان باشقیرستان کشور روسیه است.